# ワシントン岬

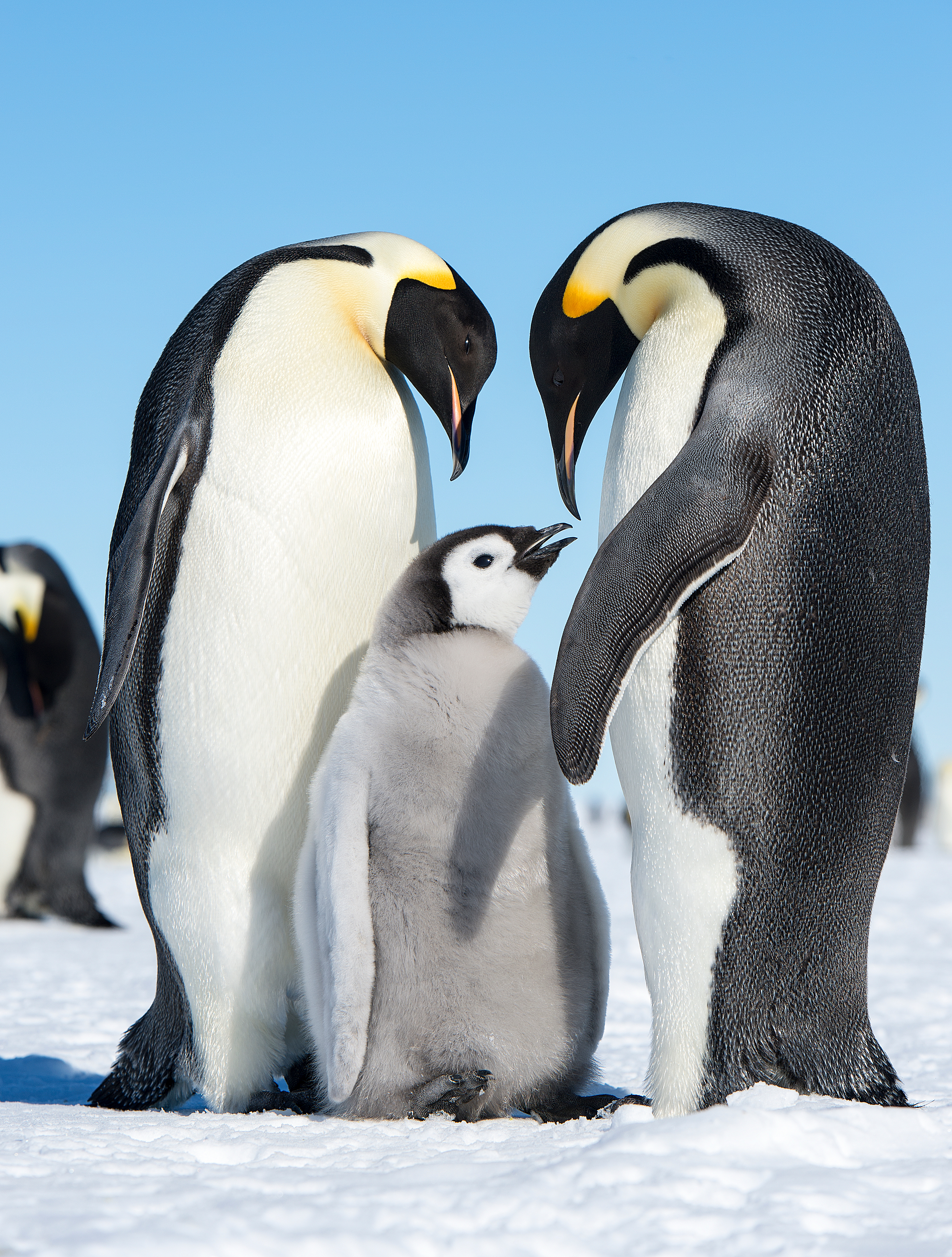
重要野鳥生息地で繁殖をするコウテイペンギン

ワシントン岬（Cape Washington、ワシントンみさき）とは、南極大陸ヴィクトリアランドのウッド湾とテラ・ノバ湾を分ける小さな入り江の南端を形成する尖った岬であり、標高は275メートルである。この岬の北側がボルクグレヴィンク海岸、南側がスコット海岸に分かれている。この岬は1841年にイギリス海軍のジェイムズ・クラーク・ロスが発見し、1836年から1840年に王立地理学会の秘書を務めた船長のワシントンにちなみ、ロスによってワシントン岬と命名された。

## 野生動物
ワシントン岬の一帯は生物多様性が非常に高いことで知られている。世界で2番目に大きなコウテイペンギンの生息地であり、繁殖する番は25000組を超える。オオトウゾクカモメの小さな生息地でもあり、繁殖する番は50組を超える。オオトウゾクカモメの生息地はコウテイペンギンの生息地のはるか上方にある。トウゾクカモメは巨大な一枚岩の上に巣を形成しており、この一枚岩ははるか下にいる何万頭ものペンギンのためのシェルターとなっている。
2013年には、このエリアの並外れた生態学的・科学的な価値、特に大きなコウテイペンギンの生息地としての価値が認められ、ワシントン岬の周辺の28,584 haにわたるエリアが173番目の南極特別保護地区に登録された。このエリアはバードライフ・インターナショナルの重要野鳥生息地(IBA)としても認定されている。